# Friedrich Christian Heylmann
Friedrich Christian Heylmann (der Ältere; * 18. November 1771 in Wesselburen; † 21. März 1837 in Altona) war ein holsteinischer Architekt des Klassizismus.

## Leben
Heylmann war Schüler Christian Frederik Hansens und vor allem in Holstein tätig. Unter Hansen, der seinerzeit in Altona als Bauinspektor tätig war, übernahm er im Jahr 1800 in Altona das Amt eines Baukondukteurs. 1804, als Hansen nach Kopenhagen übersiedelte, stieg er – wenn auch weiterhin Hansen als Landbaumeister nachgeordnet – selbst zum Bauinspektor für Holstein auf. Dieses Amt bekleidete er bis zu seiner Entlassung 1836. In seinem Todesjahr wurde er schließlich zum Kammerrat ernannt.
Heylmanns gleichnamiger Sohn, Friedrich Christian Heylmann (der Jüngere, 1809–1871), war ebenso wie sein Vater Architekt. Ebenfalls durch C. F. Hansen und an der Kunstakademie in Kopenhagen ausgebildet, war auch er für die öffentliche Hand, zuletzt ab 1840 als Baukondukteur im Dienst der Baudeputation tätig. So erhielt er von der Schleswig-Holstein-Lauenburgischen Kanzlei den Bau des Provinzial-Ständehauses in Itzehoe übertragen. Für den Bauinspektor Meyer leitete er den Bau der Kirche und des Turmes in Wedel. 1844 wurde Heylmann d. J. Mitglied im Hamburger Künstlerverein von 1832.

## Wirken
Während seiner langen beruflichen Tätigkeit errichtete Heylmann sowohl profane als auch sakrale Gebäude. Baukünstlerisch stehen seine Entwürfe in der Nachfolge Hansens, zeigen jedoch auch einen eigenen Duktus. Die größte Aufmerksamkeit hat innerhalb seines Werks der in Zusammenarbeit mit Hansen entworfene Bau der spätklassizistischen St.-Peter-Kirche in Krempe, ausgeführt von 1828 bis 1835. Als Werke, die unter maßgeblicher Beteiligung Heylmanns entstanden, sind darüber hinaus belegt: Die Pastorate von Rellingen und Wedel, das Gutshaus Krummendiek, das Rathaus in Neustadt (1818–1820), die Amtsverwalterhäuser in Trittau und Ahrensbök, das Gerichtsschreiberhaus in Rantzau (Barmstedt), das Klostervorwerk in Uetersen, das Gefängnis in Ahrensbök und die Kanzel in der Kirche in Cismar. Zuletzt konnte auch der Neubau des Blankeneser Fährhauses (1826/1827) durch Heylmann belegt werden. Hinzu kommen Umbauten von bestehenden Gebäuden, wie die Restaurierung der Kirche von Bargteheide (1817). Anstelle von Hansen war er Bauleiter bei Projekten wie dem Neubau des Pastorats von Horst (1806/1807).